# Liga MX
Die Liga MX (offiziell Liga BBVA Bancomer nach dem Sponsor BBVA), bis 2013 als Primera División de México und in den 1940er Jahren als Liga Mayor bekannt, ist die höchste mexikanische Fußballliga. Sie wurde 1943 gegründet und besteht aktuell aus 18 Mannschaften; davon drei aus Mexiko-Stadt sowie je zwei aus Guadalajara und Monterrey. Rekordmeister ist der Club América mit 16 Titeln (Stand: Mai 2025).

## Modus
Anders als in Europa werden jährlich zwei Meisterschaften durchgeführt:
Die „Clausura“ findet in der ersten Hälfte eines Kalenderjahres und somit während der Rückrunde einer europäischen Saison statt; die „Apertura“ entsprechend in der zweiten Hälfte eines Kalenderjahres bzw. während der Hinrunde.
Die 18 Mannschaften spielen je einmal gegeneinander. Nach den 17 Spieltagen der regulären Saison qualifizieren sich die bestplatzierten Mannschaften für die Playoffs, die sogenannte „Liguilla“. Sie spielen im K.-o.-System mit Hin- und Rückspiel um den Meistertitel.
Die Mannschaften der Liga MX können sich für die CONCACAF Champions League des nord- und mittelamerikanischen Verbands CONCACAF qualifizieren.

## Mannschaften
In der Saison 2024/25 sind folgende Mannschaften in der Liga MX vertreten:
| Name              | Ort                   | Bundesstaat      |
| ----------------- | --------------------- | ---------------- |
| Club América      | Mexiko-Stadt          | Distrito Federal |
| Atlas Guadalajara | Guadalajara           | Jalisco          |
| Atlético San Luis | San Luis Potosí       | San Luis Potosí  |
| CD Cruz Azul      | Mexiko-Stadt          | Distrito Federal |
| CD Guadalajara    | Guadalajara           | Jalisco          |
| FC Juárez         | Ciudad Juárez         | Chihuahua        |
| Club León         | León                  | Guanajuato       |
| Mazatlán FC       | Mazatlán              | Sinaloa          |
| CF Monterrey      | Monterrey             | Nuevo León       |
| Club Necaxa       | Aguascalientes        | Aguascalientes   |
| CF Pachuca        | Pachuca de Soto       | Hidalgo          |
| Club Puebla       | Puebla                | Puebla           |
| Querétaro FC      | Santiago de Querétaro | Querétaro        |
| Pumas UNAM        | Mexiko-Stadt          | Distrito Federal |
| Santos Laguna     | Torreón               | Coahuila         |
| Tigres UANL       | Monterrey             | Nuevo León       |
| Club Tijuana      | Tijuana               | Baja California  |
| Deportivo Toluca  | Toluca de Lerdo       | México           |

## Geschichte der mexikanischen Profiliga
Die mexikanische Fußball-Profiliga startete in der Saison 1943/44 und ersetzte die bisher auf Amateurbasis ausgetragene Fußballmeisterschaft Primera Fuerza. Wie diese, firmierte sie in der Anfangszeit als Liga Mayor (deutsch: Höchste Liga).

### Gründungsmitglieder
Die zehn Gründungsmitglieder der Profiliga waren América, Asturias, Atlante, España und Marte (alle aus Mexiko-Stadt und vormals gemeinsam in der Primera Fuerza vertreten), Atlas Guadalajara und Deportivo Guadalajara (aus der alten Liga de Occidente und in der Primera Fuerza indirekt durch die Selección Jalisco vertreten) sowie drei Vereine aus dem Bundesstaat Veracruz: der CF Veracruz aus der gleichnamigen Hafenstadt sowie A.D.O. und Moctezuma, die beide in der seinerzeit industriell bedeutsamen Stadt Orizaba beheimatet waren. Moctezuma kam ebenfalls aus der alten Primera Fuerza, der durch Mitglieder der beiden Vereine España und Sporting Veracruz neu gebildete CF Veracruz sowie die Asociación Deportiva Orizabeña, kurz A.D.O., aus der alten Liga Veracruzana.
Eine besondere Anmerkung verdient die Tatsache, dass der erste Meister der neu installierten Profiliga, Asturias, die Vorjahressaison in der Primera Fuerza noch auf dem letzten Platz beendet hatte. Umgekehrt landete der letzte Meister der Primera Fuerza, Marte, am Ende der Eröffnungssaison der Profiliga auf dem letzten Platz. Dieses Kuriosum sollte sich bereits ein Jahrzehnt später wiederholen. Denn auch als Meister der Saison 1953/54 belegte Marte im folgenden Spieljahr 1954/55 den letzten Platz. Doch zu jener Zeit bedeutete dies zugleich den Abstieg aus dem Fußballoberhaus, in das Marte nie wieder zurückkehren konnte.

### Die ersten Meister
Die erste Meisterschaft 1943/44 endete mit zwei punktgleichen Teams an der Tabellenspitze. Weil die Tordifferenz nicht zur Entscheidung des Meisters herangezogen wurde, wurde gleich im ersten Jahr ein Entscheidungsspiel um die Meisterschaft erforderlich, in dem sich ausgerechnet die beiden spanischen Erzrivalen Asturias und España gegenüberstanden. Hier behielt Asturias mit 4:1 überraschend deutlich die Oberhand. Dafür gewann España die Meisterschaft in der folgenden Saison. Doch bedeutete dieser Triumph zugleich das Ende der spanisch dominierten Epoche. Denn von nun an sollte keine spanische – oder sonstige ausländische – Mannschaft mehr den Titel gewinnen. 1 Für die Hauptstädter war der Verlust der spanischen Teams Segen und Fluch zugleich. Ein Segen, weil die Mexikaner den Spaniern aufgrund der Historie ähnlich ablehnend gegenüberstehen wie den US-Amerikanern und sie auch im Fußball bestrebt waren, sich von der Vorherrschaft der Spanier zu befreien. Ein Fluch aber auch, weil nun die Provinz 2 die Liga zu dominieren begann und mit dem Titelgewinn des CF Veracruz im Jahr 1946 für die Hauptstädter eine 20 Jahre währende Durststrecke begann, in der nicht ein einziger Meistertitel in die Metropole ging. Erst 1966 konnte América diese Negativserie beenden.

### Erste Zu- und Abgänge
Bereits in der zweiten Spielzeit 1944/45 wurde die Profiliga um die Vereine León, Oro und Puebla auf 13 Teilnehmer aufgestockt und wiederum ein Jahr später bestand die Liga bereits aus 16 Mannschaften. Darunter auch der CF Monterrey als erster Vertreter aus Nordmexiko, der sich aufgrund von internen Problemen aber bereits nach nur einer Saison wieder zurückziehen musste, wodurch er gleichzeitig die erste Mannschaft bildete, die aus der Profiliga ausschied.
Die erste gigantische Umwälzung fand 1950 statt. Zum Saisonende 1949/50 hatten sich Asturias, España und Moctezuma als Folge von Verbandsstreitigkeiten zurückgezogen. Bereits ein Jahr zuvor war die A.D.O. aufgrund von internen Querelen ausgeschieden, so dass in der Saison 1950/51 bereits vier der ehemals zehn Gründungsmitglieder nicht mehr am Spielbetrieb teilnahmen. In derselben Saison wurde übrigens erstmals eine landesweite zweite Liga, die Segunda División, ausgetragen und die erste Liga erhielt ihren neuen und noch heute gültigen Namen Primera División. Seither gibt es zwischen den beiden Ligen je einen Auf- und Absteiger. Der erste Absteiger war San Sebastian, Zacatepec der erste Aufsteiger.

### Titelverteidiger, Serienmeister und „ewige Mitglieder“
Die erste Mannschaft, die ihren Titel verteidigen konnte, war León (1948/49). Eine weitere Titelverteidigung gelang den Esmeraldas noch einmal in der Clausura 2014. Auch Toluca (1967/68), Necaxa (1994/95) und die UNAM Pumas (Apertura 2004) konnten ihren Titel verteidigen. Drei Vereinen gelang die (mehrfache) Titelverteidigung sogar je zweimal: Je eine Titelverteidigung und ein Hattrick gelangen Cruz Azul (Titelverteidigung 1979/80 und vorheriger Hattrick zwischen 1972 und 1974) und América (Titelverteidigung 1988/89 und vorheriger Hattrick zwischen 1983/84 und PRODE 85) sowie Guadalajara, dem einzigen Verein, der die Meisterschaft zwischen 1959 und 1962 sogar viermal in Folge gewinnen konnte und dem auch 1964/65 noch einmal eine Titelverteidigung gelang. Hätte Guadalajara nicht das letzte Spiel der Saison 1962/63 gegen seinen unmittelbaren Verfolger Oro verloren, wäre Guadalajara sogar siebenmal in Folge Meister gewesen. Mit insgesamt 12 Titeln war Guadalajara lange Zeit Rekordmeister der Profiliga, wurde aber mittlerweile von seinem Erzrivalen América überholt, der 16 Mal erfolgreich war. Diese beiden Vereine sind auch die einzigen, die immer in der Profiliga vertreten waren.

### Moduswechsel
Bis einschließlich zur Saison 1969/70 wurde der Meister durch eine Gesamttabelle ermittelt. Ein Entscheidungsspiel um die Meisterschaft wurde nur bei Punktgleichheit erforderlich, da die Tordifferenz zur Ermittlung des Meisters unberücksichtigt blieb.
In der Saison 1970/71 wurde die Meisterschaft in zwei Gruppen ausgetragen, obwohl alle in der Liga vertretenen Mannschaften gegeneinander spielten (ein Verfahren, das im Prinzip bis heute erhalten blieb). Die beiden Gruppensieger bestritten das Finale. Der Modus mit zwei Gruppen wurde auch in den folgenden Jahren beibehalten, die Endrunde jedoch auf die jeweils beiden Bestplatzierten einer Gruppe und ein Halbfinale erweitert.
Seit 1975/76 wird die Meisterschaft in vier Gruppen ausgetragen und nach der eigentlichen Saison in Play-offs (in Mexiko Liguilla genannt) ab dem Viertelfinale entschieden. Seit 1996/97 werden zwei Meisterschaften pro Jahr ausgetragen. Die Hinrunde galt anfangs als Winter-Saison (Invierno) und die Rückrunde als Sommer-Saison (Verano), da ihr Abschluss in die entsprechende Jahreszeit fiel. Seit der Saison 2002/03 wird die Vorrunde als Apertura und die Rückrunde als Clausura bezeichnet.

## Übersicht aller bisherigen Teams der höchsten mexikanischen Profiliga
| Verein              | Gründung | Spielzeiten                                                         | Beste Platzierung 1       |
| ------------------- | -------- | ------------------------------------------------------------------- | ------------------------- |
| A.D.O.              | 1898     | 1943/44–48/49                                                       | 5. Platz (1947/48)        |
| América             | 1916     | seit 1943/44                                                        | 16 Mal Meister            |
| Ángeles de Puebla   | 1984     | 1984/85–87/88                                                       | 13. Platz (1984/85)       |
| Asturias            | 1918     | 1943/44–49/50                                                       | Meister (1943/44)         |
| Atlante             | 1918     | 1943/44–75/76, 77/78–89/90, 91/92–13/14                             | 3 Mal Meister             |
| Atlas               | 1916     | 1943/44–53/54, 55/56–70/71, 72/73–77/78, seit 79/80                 | 3 Mal Meister             |
| Atletas Campesinos  | 1977     | 1980/81–81/82                                                       | 11. Platz (1981/82)       |
| Atlético Celaya     | 1994     | 1995/96-Ape 02/03                                                   | Vizemeister (1995/96)     |
| Atlético Español 2  | 1971     | 1971/72–81/82                                                       | Vizemeister (1973/74)     |
| Atlético Potosino   | 1972     | 1974/75–88/89                                                       | 5. Platz (1978/79)        |
| Atlético San Luis   | 2013     | seit 2019/20                                                        | 6. Platz (Ape 2024)       |
| BUAP Lobos          | 1939     | 2017/18–2018/19                                                     | 10. Platz (Ape 2017)      |
| Celaya FC           | 1954     | 1958/59–60/61                                                       | 12. Platz (1959/60)       |
| Chiapas FC          | 2002     | 2002/03–16/17                                                       | 3. Platz (2003/04)        |
| Cobras Cd. Juárez   | 1987     | 1988/89–91/92                                                       | 2 Mal 12. Platz           |
| Cobras Querétaro    | 1985     | 1986/87                                                             | 21. Platz                 |
| Colibríes           | 2002     | Cla 2002/03                                                         | 13. Platz                 |
| Coyotes Neza        | 1978     | 1978/79–87/88                                                       | 2 Mal 6. Platz            |
| Cruz Azul           | 1927     | seit 1964/65                                                        | 9 Mal Meister             |
| Cuautla             | 1952     | 1955/56–58/59                                                       | 8. Platz (1956/57)        |
| Dorados             | 2003     | 2004/05–05/06, 2015/16                                              | 14. Platz (2004/05)       |
| España              | 1912     | 1943/44–49/50                                                       | Meister (1944/45)         |
| Guadalajara         | 1906     | seit 1943/44                                                        | 12 Mal Meister            |
| Indios Cd. Juárez   | 2005     | 2008/09–09/10                                                       | 13. Platz (2008/09)       |
| Irapuato            | 1911     | 1954/55–71/72, 85/86–90/91, 00/01–Ape 01, 03/04                     | 4. Platz (1963/64)        |
| Jalisco 2           | 1970     | 1970/71–79/80                                                       | 4. Platz (1971/72)        |
| Juárez              | 2015     | seit 2019/20                                                        | 11. Platz (Ape 2022)      |
| Laguna              | 1953     | 1968/69–77/78                                                       | 9. Platz (1975/76)        |
| La Piedad           | 1951     | 1952/53, 01/02                                                      | 4. Platz (2001/02)        |
| León                | 1944     | 1944/45–86/87, 90/91–01/02, seit 12/13                              | 8 Mal Meister             |
| CF Madero           | 1964     | 1965/66–66/67, 73/74–74/75                                          | 14. Platz (1965/66)       |
| Marte               | 1928     | 1943/44–54/55                                                       | Meister (1953/54)         |
| Mazatlán            | 2020     | seit 2020/21                                                        | 10. Platz (Ape 2023)      |
| Moctezuma           | 1932     | 1943/44–49/50                                                       | 2 Mal 3. Platz            |
| Monterrey           | 1945     | 1945/46, 56/57, seit 60/61                                          | 4 Mal Meister             |
| Morelia             | 1920     | 1957/58–67/68, 81/82–19/20                                          | Meister (Ape 2000)        |
| Nacional            | 1917     | 1961/62–64/65                                                       | 6. Platz (1962/63)        |
| Necaxa 2            | 1923     | 1950/51–70/71, 82/83–08/09, 10/11, seit 16/17                       | 3 Mal Meister             |
| Nuevo León          | 1957     | 1966/67–68/69                                                       | 6. Platz (1966/67)        |
| Oaxtepec            | 1979     | 1982/83–83/84                                                       | 15. Platz (1983/84)       |
| Oro 2               | 1923     | 1944/45–69/70                                                       | Meister (1962/63)         |
| Pachuca             | 1900     | 1967/68–72/73, 92/93, 96/97, seit 98/99                             | 7 Mal Meister             |
| Puebla              | 1944     | 1944/45–55/56, 70/71–04/05, seit 07/08                              | 2 Mal Meister             |
| Querétaro FC        | 1950     | 1990/91–93/94, 02/03–03/04, 06/07, seit 09/10                       | Vizemeister (Cla 2015)    |
| San Luis            | 1957     | 1971/72–73/74, 76/77, 02/03–03/04, 05/06–12/13                      | Vizemeister (Cla 2006)    |
| San Sebastián       | 1944     | 1945/46–50/51                                                       | 6. Platz (1947/48)        |
| Santos Laguna       | 1983     | seit 1988/89                                                        | 6 Mal Meister             |
| CD Tampico          | 1945     | 1945/46–57/58, 59/60–62/63, 77/78–81/82                             | Meister (1952/53)         |
| Tampico-Madero      | 1982     | 1982/83–89/90, 94/95                                                | 2 Mal Vizemeister         |
| Tecos               | 1971     | 1975/76–11/12                                                       | Meister (1993/94)         |
| Tijuana             | 2007     | seit 2011/12                                                        | Meister (Ape 2012)        |
| Toluca              | 1917     | seit 1953/54                                                        | 11 Mal Meister            |
| Toros Neza          | 1993     | 1993/94–99/00                                                       | Vizemeister (Cla 1996/97) |
| Torreón             | 1959     | 1969/70–73/74                                                       | 13. Platz (1970/71)       |
| UANL Tigres         | 1967     | 1974/75–95/96, seit 97/98                                           | 8 Mal Meister             |
| UAT Correcaminos    | 1973     | 1987/88–94/95                                                       | 7. Platz (1989/90)        |
| UdeG                | 1970     | 1974/75–93/94, 2014/15                                              | 3 Mal Vizemeister         |
| UNAM Pumas          | 1954     | seit 1962/63                                                        | 7 Mal Meister             |
| Unión de Curtidores | 1928     | 1974/75–80/81, 83/84                                                | 3. Platz (1974/75)        |
| Veracruz            | 1943     | 1943/44–51/52, 64/65–78/79, 89/90–97/98, Ver 02–07/08, 13/14–Ape 19 | 2 Mal Meister             |
| Zacatepec           | 1948     | 1951/52–61/62, 63/64–65/66, 70/71–76/77, 78/79–82/83, 84/85         | 2 Mal Meister             |
| Zamora              | 1950     | 1955/56, 57/58–59/60                                                | 7. Platz (1957/58)        |

Erläuterungen
1 Letztmals in der Saison 1969/70 galt in Mexiko bei Saisonabschluss eine Gesamtjahrestabelle, wie zum Beispiel in der Fußball-Bundesliga. Seither wurde die Meisterschaft in verschiedenen Varianten ausgetragen. Sofern keine Meisterschaft oder Vizemeisterschaft erreicht werden konnte und besagte Mannschaft erst in der späteren Epoche ihre beste Platzierung erreichte, wurde die hier angegebene Position anhand einer Gesamtjahrestabelle ermittelt, wie sie in den meisten Ländern üblich ist.
2 Bei Necaxa und Atlético Español handelt es sich im Prinzip um denselben Club, ebenso wie bei Oro und Jalisco. Ihre jeweilige Umbenennung stand im Zusammenhang mit einer Eigentumsübertragung, weshalb es rein rechtlich verschiedene Clubs waren. Daher werden sie in der obigen Tabelle getrennt aufgeführt. Dagegen werden reine Namensumbenennungen, wie z. B. von Atlético Morelia in Club Atlético Monarcas Morelia (1999) oder UAG Tecos bzw. Tecos de la UAG in Estudiantes Tecos (2009), nicht als zwei separate Vereine gewertet und sind daher jeweils nur einmal aufgeführt.

## Meister
| Saison            | Meister                      | Meistertrainer            | Vizemeister           |
| ----------------- | ---------------------------- | ------------------------- | --------------------- |
| Clausura 2025     | Deportivo Toluca             | Antonio Mohamed           | Club América          |
| Apertura 2024     | Club América                 | André Jardine             | CF Monterrey          |
| Clausura 2024     | Club América                 | André Jardine             | CD Cruz Azul          |
| Apertura 2023     | Club América                 | André Jardine             | UANL Tigres           |
| Clausura 2023     | UANL Tigres                  | Robert Siboldi            | Deportivo Guadalajara |
| Apertura 2022     | CF Pachuca                   | Guillermo Almada          | Deportivo Toluca      |
| Grita México 2022 | Atlas Guadalajara            | Diego Cocca               | CF Pachuca            |
| Grita México 2021 | Atlas Guadalajara            | Diego Cocca               | Club León             |
| Guard1anes 2021   | CD Cruz Azul                 | Juan Reynoso              | Santos Laguna         |
| Guard1anes 2020   | Club León                    | Ignacio Ambríz            | UNAM Pumas            |
| Clausura 2020     | Saisonabbruch wegen COVID-19 |                           |                       |
| Apertura 2019     | CF Monterrey                 | Antonio Mohamed           | Club América          |
| Clausura 2019     | UANL Tigres                  | Ricardo Ferretti          | Club León             |
| Apertura 2018     | Club América                 | Miguel Herrera            | CD Cruz Azul          |
| Clausura 2018     | Santos Laguna                | Robert Siboldi            | Deportivo Toluca      |
| Apertura 2017     | UANL Tigres                  | Ricardo Ferretti          | CF Monterrey          |
| Clausura 2017     | Deportivo Guadalajara        | Matías Almeyda            | UANL Tigres           |
| Apertura 2016     | UANL Tigres                  | Ricardo Ferretti          | Club América          |
| Clausura 2016     | CF Pachuca                   | Diego Alonso              | CF Monterrey          |
| Apertura 2015     | UANL Tigres                  | Ricardo Ferretti          | UNAM Pumas            |
| Clausura 2015     | Santos Laguna                | Pedro Caixinha            | Querétaro FC          |
| Apertura 2014     | Club América                 | Antonio Mohamed           | UANL Tigres           |
| Clausura 2014     | Club León                    | Gustavo Matosas           | CF Pachuca            |
| Apertura 2013     | Club León                    | Gustavo Matosas           | Club América          |
| Clausura 2013     | Club América                 | Miguel Herrera            | CD Cruz Azul          |
| Apertura 2012     | Club Tijuana                 | Antonio Mohamed           | Deportivo Toluca      |
| Clausura 2012     | Santos Laguna                | Benjamín Galindo          | CF Monterrey          |
| Apertura 2011     | UANL Tigres                  | Ricardo Ferretti          | Santos Laguna         |
| Clausura 2011     | UNAM Pumas                   | Guillermo Vázquez         | Monarcas Morelia      |
| Apertura 2010     | CF Monterrey                 | Víctor M. Vucetich        | Santos Laguna         |
| Bicentenario 2010 | Deportivo Toluca             | José Manuel de la Torre   | Santos Laguna         |
| Apertura 2009     | CF Monterrey                 | Víctor M. Vucetich        | CD Cruz Azul          |
| Clausura 2009     | UNAM Pumas                   | Ricardo Ferretti          | CF Pachuca            |
| Apertura 2008     | Deportivo Toluca             | José Manuel de la Torre   | CD Cruz Azul          |
| Clausura 2008     | Santos Laguna                | Daniel Guzmán             | CD Cruz Azul          |
| Apertura 2007     | CF Atlante                   | José Guadalupe Cruz       | UNAM Pumas            |
| Clausura 2007     | CF Pachuca                   | Enrique Meza              | Club América          |
| Apertura 2006     | Deportivo Guadalajara        | José Manuel de la Torre   | Deportivo Toluca      |
| Clausura 2006     | CF Pachuca                   | José Luis Trejo           | Club San Luis         |
| Apertura 2005     | Deportivo Toluca             | Américo Gallego           | CF Monterrey          |
| Clausura 2005     | Club América                 | Mario Carrillo            | UAG Tecos             |
| Apertura 2004     | UNAM Pumas                   | Hugo Sánchez              | CF Monterrey          |
| Clausura 2004     | UNAM Pumas                   | Hugo Sánchez              | Deportivo Guadalajara |
| Apertura 2003     | CF Pachuca                   | Víctor M. Vucetich        | UANL Tigres           |
| Clausura 2003     | CF Monterrey                 | Daniel Passarella         | Monarcas Morelia      |
| Apertura 2002     | Deportivo Toluca             | Alberto Jorge             | Monarcas Morelia      |
| Verano 2002       | Club América                 | Manuel Lapuente           | Club Necaxa           |
| Invierno 2001     | CF Pachuca                   | Alfredo Tena              | UANL Tigres           |
| Verano 2001       | Santos Laguna                | Fernando Quirarte         | CF Pachuca            |
| Invierno 2000     | Monarcas Morelia             | Luis Fernando Tena        | Deportivo Toluca      |
| Verano 2000       | Deportivo Toluca             | Enrique Meza              | Santos Laguna         |
| Invierno 1999     | CF Pachuca                   | Javier Aguirre            | CD Cruz Azul          |
| Verano 1999       | Deportivo Toluca             | Enrique Meza              | Atlas Guadalajara     |
| Invierno 1998     | Club Necaxa                  | Raúl Arias                | Deportivo Guadalajara |
| Verano 1998       | Deportivo Toluca             | Enrique Meza              | Club Necaxa           |
| Invierno 1997     | CD Cruz Azul                 | Luis Fernando Tena        | Club León             |
| Verano 1997       | Deportivo Guadalajara        | Ricardo Ferretti          | Toros Neza            |
| Invierno 1996     | Santos Laguna                | Alfredo Tena              | Club Necaxa           |
| 1995/96           | Club Necaxa                  | Manuel Lapuente           | Atlético Celaya       |
| 1994/95           | Club Necaxa                  | Manuel Lapuente           | CD Cruz Azul          |
| 1993/94           | UAG Tecos                    | Víctor M. Vucetich        | Santos Laguna         |
| 1992/93           | CF Atlante                   | Ricardo La Volpe          | CF Monterrey          |
| 1991/92           | Club León                    | Víctor M. Vucetich        | Puebla FC             |
| 1990/91           | UNAM Pumas                   | Miguel Mejía Barón        | Club América          |
| 1989/90           | Puebla FC                    | Manuel Lapuente           | UdeG                  |
| 1988/89           | Club América                 | Jorge Vieira              | CD Cruz Azul          |
| 1987/88           | Club América                 | Jorge Vieira              | UNAM Pumas            |
| 1986/87           | Deportivo Guadalajara        | Alberto Guerra            | CD Cruz Azul          |
| México 1986       | CF Monterrey                 | Francisco Avilán          | Tampico-Madero        |
| Prode 1985        | Club América                 | Miguel Ángel López        | Tampico-Madero        |
| 1984/85           | Club América                 | Miguel Ángel López        | UNAM Pumas            |
| 1983/84           | Club América                 | Carlos Reinoso            | Deportivo Guadalajara |
| 1982/83           | Puebla FC                    | Manuel Lapuente           | Deportivo Guadalajara |
| 1981/82           | UANL Tigres                  | Carlos Miloc              | CF Atlante            |
| 1980/81           | UNAM Pumas                   | Bora Milutinović          | CD Cruz Azul          |
| 1979/80           | CD Cruz Azul                 | Ignacio Trelles           | UANL Tigres           |
| 1978/79           | CD Cruz Azul                 | Ignacio Trelles           | UNAM Pumas            |
| 1977/78           | UANL Tigres                  | Carlos Miloc              | UNAM Pumas            |
| 1976/77           | UNAM Pumas                   | Jorge Marik               | UdeG                  |
| 1975/76           | Club América                 | Raúl Cárdenas             | UdeG                  |
| 1974/75           | Deportivo Toluca             | Ricardo de León           | Club León             |
| 1973/74           | CD Cruz Azul                 | Raúl Cárdenas             | Atlético Español      |
| 1972/73           | CD Cruz Azul                 | Raúl Cárdenas             | Club León             |
| 1971/72           | CD Cruz Azul                 | Raúl Cárdenas             | Club América          |
| 1970/71           | Club América                 | José Antonio Roca         | Deportivo Toluca      |
| México 1970       | CD Cruz Azul                 | Raúl Cárdenas             | Deportivo Guadalajara |
| 1969/70           | Deportivo Guadalajara        | Javier de la Torre        | CD Cruz Azul          |
| 1968/69           | CD Cruz Azul                 | Raúl Cárdenas             | Deportivo Guadalajara |
| 1967/68           | Deportivo Toluca             | Ignacio Trelles           | UNAM Pumas            |
| 1966/67           | Deportivo Toluca             | Ignacio Trelles           | Club América          |
| 1965/66           | Club América                 | Roberto Scarone           | Atlas Guadalajara     |
| 1964/65           | Deportivo Guadalajara        | Javier de la Torre        | Club Deportivo Oro    |
| 1963/64           | Deportivo Guadalajara        | Javier de la Torre        | Club América          |
| 1962/63           | Club Deportivo Oro           | Árpád Fekete              | Deportivo Guadalajara |
| 1961/62           | Deportivo Guadalajara        | Javier de la Torre        | Club América          |
| 1960/61           | Deportivo Guadalajara        | Javier de la Torre        | Club Deportivo Oro    |
| 1959/60           | Deportivo Guadalajara        | Árpád Fekete              | Club América          |
| 1958/59           | Deportivo Guadalajara        | Árpád Fekete              | Club León             |
| 1957/58           | CD Zacatepec                 | Ignacio Trelles           | Deportivo Toluca      |
| 1956/57           | Deportivo Guadalajara        | Donaldo Ross              | Deportivo Toluca      |
| 1955/56           | Club León                    | Antonio López Herranz     | Club Deportivo Oro    |
| 1954/55           | CD Zacatepec                 | Ignacio Trelles           | Deportivo Guadalajara |
| 1953/54           | Marte                        | Ignacio Trelles           | Club Deportivo Oro    |
| 1952/53           | CD Tampico                   | Joaquín Urquiaga          | CD Zacatepec          |
| 1951/52           | Club León                    | Antonio López Herranz     | Deportivo Guadalajara |
| 1950/51           | Atlas Guadalajara            | Eduardo Valdatti          | CF Atlante            |
| 1949/50           | CD Veracruz                  | Juan Luque de Serrallonga | CF Atlante            |
| 1948/49           | Club León                    | José María Casullo        | Atlas Guadalajara     |
| 1947/48           | Club León                    | José María Casullo        | Club Deportivo Oro    |
| 1946/47           | CF Atlante                   | Luis Grocz                | Club León             |
| 1945/46           | CD Veracruz                  | Enrique Palomini          | CF Atlante            |
| 1944/45           | España                       | Rodolfo Muñoz             | Puebla FC             |
| 1943/44           | Asturias                     | Ernst Pauler              | España                |

## Anzahl der gewonnenen Meisterschaften in der Profiliga
| Verein         | Titel | Jahre |
| -------------- | ----- | --- |
| América        | 16    | 1966, 1971, 1976, 1984, 1985, Prode 85, 1988, 1989, Ver 02, Cla 05, Cla 13, Ape 14, Ape 18, Ape 23, Cla 24, Ape 24 |
| CD Guadalajara | 12    | 1957, 1959, 1960, 1961, 1962, 1964, 1965, 1970, 1987, Ver 97, Ape 06, Cla 17                                       |
| Dep. Toluca    | 11    | 1967, 1968, 1975, Ver 98, Ver 99, Ver 00, Ape 02, Ape 05, Ape 08, Bic 10, Cla 25                                   |
| Cruz Azul      | 9     | 1969, Mex 70, 1972–1974, 1979, 1980, Inv 97, Gua 21                                                                |
| Club León      | 8     | 1948, 1949, 1952, 1956, 1992, Ape 13, Cla 14, Gua 20                                                               |
| UANL Tigres    | 8     | 1978, 1982, Ape 11, Ape 15, Ape 16, Ape 17, Cla 19, Cla 23                                                         |
| UNAM Pumas     | 7     | 1977, 1981, 1991, Cla 04, Ape 04, Cla 09, Cla 11                                                                   |
| CF Pachuca     | 7     | Inv 99, Inv 01, Ape 03, Cla 06, Cla 07, Cla 16, Ape 22                                                             |
| Santos Laguna  | 6     | Inv 96, Ver 01, Cla 08, Cla 12, Cla 15, Cla 18                                                                     |
| CF Monterrey   | 5     | Mex 86, Cla 03, Ape 09, Ape 10, Ape 19                                                                             |
| Necaxa         | 3     | 1995, 1996, Inv 98                                                                                                 |
| Atlante        | 3     | 1947, 1993, Ape 07                                                                                                 |
| Atlas FC       | 3     | 1951, Ape 21, Cla 22                                                                                               |
| CD Veracruz    | 2     | 1946, 1950 |
| CD Zacatepec   | 2     | 1955, 1958 |
| Puebla FC      | 2     | 1983, 1990 |
| CF Asturias    | 1     | 1944 |
| Club España    | 1     | 1945 |
| CD Tampico     | 1     | 1953 |
| CD Marte       | 1     | 1954 |
| CD Oro         | 1     | 1963 |
| UAG Tecos      | 1     | 1994 |
| Morelia        | 1     | Inv 2000 |
| Tijuana        | 1     | Ape 2012 |

Stand: einschl. Clausura 2025 (gewonnen von Toluca)

## Torschützenkönige
| Saison            | Name                                                          | Mannschaft                                           | Tore        |
| ----------------- | ------------------------------------------------------------- | ---------------------------------------------------- | ----------- |
| 1943/44           | Isidro Lángara                                                | España                                               | 27          |
| 1944/45           | Roberto Aballay                                               | Asturias                                             | 40          |
| 1945/46           | Isidro Lángara                                                | España                                               | 40          |
| 1946/47           | Adalberto „Dumbo“ López                                       | León                                                 | 33          |
| 1947/48           | Adalberto „Dumbo“ López                                       | León                                                 | 36          |
| 1948/49           | Adalberto „Dumbo“ López                                       | León                                                 | 28          |
| 1949/50           | Julio Ayllón Aparicio                                         | Veracruz                                             | 30          |
| 1950/51           | Horacio Casarín                                               | Necaxa                                               | 17          |
| 1951/52           | Adalberto „Dumbo“ López                                       | Oro                                                  | 16          |
| 1952/53           | Tulio Quiñones                                                | Necaxa                                               | 14          |
| 1953/54           | Juan Carlos Carrera Adalberto „Dumbo“ López Julio M. Palleiro | Oro Guadalajara Necaxa                               | 21          |
| 1954/55           | Julio M. Palleiro                                             | Necaxa                                               | 19          |
| 1955/56           | Héctor Hernández                                              | Oro                                                  | 25          |
| 1956/57           | Crescencio „Mellone“ Gutierrez                                | Guadalajara                                          | 19          |
| 1957/58           | Carlos „Charro“ Lara                                          | Zacatepec                                            | 19          |
| 1958/59           | Eduardo González Palmer                                       | América                                              | 25          |
| 1959/60           | Roberto Rolando                                               | Tampico                                              | 22          |
| 1960/61           | Carlos „Charro“ Lara                                          | Zacatepec                                            | 22          |
| 1961/62           | Salvador Reyes Carlos „Charro“ Lara                           | Guadalajara Zacatepec                                | 21          |
| 1962/63           | Amaury Epaminondas                                            | Oro                                                  | 19          |
| 1963/64           | Alberto Etcheverry                                            | Pumas UNAM                                           | 20          |
| 1964/65           | Amaury Epaminondas                                            | Oro                                                  | 21          |
| 1965/66           | José Alves „Zague“                                            | América                                              | 20          |
| 1966/67           | Amaury Epaminondas                                            | Toluca                                               | 21          |
| 1967/68           | Bernardo „Manolete“ Hernández                                 | Atlante                                              | 19          |
| 1968/69           | Luis „Chino“ Estrada                                          | León                                                 | 24          |
| 1969–70           | Vicente Pereda                                                | Toluca                                               | 20          |
| México 70         | Sergio Anaya                                                  | León                                                 | 16          |
| 1970/71           | Enrique Borja                                                 | América                                              | 20          |
| 1971/72           | Enrique Borja                                                 | América                                              | 26          |
| 1972/73           | Enrique Borja                                                 | América                                              | 24          |
| 1973/74           | Osvaldo Castro „Pata Bendita“                                 | América                                              | 26          |
| 1974/75           | Horacio López Salgado                                         | Cruz Azul                                            | 25          |
| 1975/76           | Evanivaldo Castro „Cabinho“                                   | Pumas UNAM                                           | 29          |
| 1976/77           | Evanivaldo Castro „Cabinho“                                   | Pumas UNAM                                           | 34          |
| 1977/78           | Evanivaldo Castro „Cabinho“                                   | Pumas UNAM                                           | 33          |
| 1978/79           | Evanivaldo Castro „Cabinho“ Hugo Sánchez                      | Pumas UNAM                                           | 26          |
| 1979/80           | Evanivaldo Castro „Cabinho“                                   | Atlante                                              | 30          |
| 1980/81           | Evanivaldo Castro „Cabinho“                                   | Atlante                                              | 29          |
| 1981/82           | Evanivaldo Castro „Cabinho“                                   | Atlante                                              | 32          |
| 1982/83           | Norberto Outes                                                | América                                              | 22          |
| 1983/84           | Norberto Outes                                                | Necaxa                                               | 28          |
| 1984/85           | Evanivaldo Castro „Cabinho“                                   | León                                                 | 23          |
| Prode 85          | Sergio Lira                                                   | Tampico-Madero                                       | 10          |
| México 86         | Sergio Lira Francisco Javier Cruz                             | Tampico-Madero Monterrey                             | 14          |
| 1986/87           | José Luis Zalazar                                             | UAG Tecos                                            | 23          |
| 1987/88           | Luis Flores                                                   | Pumas UNAM                                           | 24          |
| 1988/89           | Sergio Lira                                                   | Tampico-Madero                                       | 29          |
| 1989/90           | Jorge Comas                                                   | Veracruz                                             | 26          |
| 1990/91           | Luis García Postigo                                           | Pumas UNAM                                           | 24          |
| 1991/92           | Luis García Postigo                                           | Pumas UNAM                                           | 26          |
| 1992/93           | Ivo Basay                                                     | Necaxa                                               | 27          |
| 1993/94           | Carlos Hermosillo                                             | Cruz Azul                                            | 27          |
| 1994/95           | Carlos Hermosillo                                             | Cruz Azul                                            | 35          |
| 1995/96           | Carlos Hermosillo                                             | Cruz Azul                                            | 36          |
| Winter 96         | Carlos Muñoz                                                  | Puebla                                               | 15          |
| Sommer 97         | Lorenzo Sáez Gabriel Caballero                                | Pachuca Santos Laguna                                | 12          |
| Winter 97         | Luis García Postigo                                           | Atlante                                              | 12          |
| Sommer 98         | José Saturnino Cardozo                                        | Toluca                                               | 13          |
| Winter 98         | Cuauhtémoc Blanco                                             | América                                              | 16          |
| Sommer 99         | José Saturnino Cardozo                                        | Toluca                                               | 15          |
| Winter 99         | Jesús Olalde                                                  | Pumas UNAM                                           | 15          |
| Sommer 00         | Agustín Delgado Sebastián Abreu Everaldo Begines              | Necaxa Tecos León                                    | 14          |
| Winter 00         | Jared Borgetti                                                | Santos Laguna                                        | 17          |
| Sommer 01         | Jared Borgetti                                                | Santos Laguna                                        | 13          |
| Winter 01         | Martín Rodríguez                                              | Irapuato                                             | 12          |
| Sommer 02         | Sebastián Abreu                                               | Cruz Azul                                            | 19          |
| Apertura 02       | José Saturnino Cardozo                                        | Toluca                                               | 29          |
| Clausura 03       | José Saturnino Cardozo                                        | Toluca                                               | 21          |
| Apertura 03       | Luis Gabriel Rey                                              | Atlante                                              | 15          |
| Clausura 04       | Andrés Silvera Bruno Marioni                                  | UANL Tigres Pumas UNAM                               | 16          |
| Apertura 04       | Guillermo Franco                                              | Monterrey                                            | 15          |
| Clausura 05       | Matías Vuoso                                                  | Santos Laguna                                        | 15          |
| Apertura 05       | Sebastián Abreu Walter Gaitán Kléber Pereira Matías Vuoso     | Dorados de Sinaloa UANL Tigres América Santos Laguna | 11          |
| Clausura 06       | Salvador Cabañas Sebastián Abreu                              | Jaguares Dorados de Sinaloa                          | 11          |
| Apertura 06       | Bruno Marioni                                                 | Toluca                                               | 11          |
| Clausura 07       | Omar Bravo                                                    | Guadalajara                                          | 11          |
| Apertura 07       | Alfredo Moreno                                                | Club San Luis                                        | 18          |
| Clausura 08       | Humberto Suazo                                                | CF Monterrey                                         | 13          |
| Apertura 08       | Héctor Mancilla                                               | Toluca                                               | 11          |
| Clausura 09       | Héctor Mancilla                                               | Toluca                                               | 14          |
| Apertura 09       | Emanuel Villa                                                 | Cruz Azul                                            | 17          |
| Clausura 10       | Chicharito Johan Fano Hérculez Gómez                          | Guadalajara Atlante Puebla                           | 10          |
| Apertura 10       | Christian Benítez                                             | Santos Laguna                                        | 14          |
| Clausura 11       | Ángel Reyna                                                   | América                                              | 13          |
| Apertura 11       | Iván Alonso                                                   | Toluca                                               | 11          |
| Clausura 12       | Iván Alonso Christian Benítez                                 | Toluca América                                       | 14          |
| Apertura 12       | Christian Benítez Esteban Paredes                             | América Atlante                                      | 11          |
| Clausura 13       | Christian Benítez                                             | América                                              | 12          |
| Apertura 13       | Pablo Velázquez                                               | Toluca                                               | 12          |
| Clausura 14       | Enner Valencia                                                | Pachuca                                              | 12          |
| Apertura 14       | Mauro Boselli Camilo Sanvezzo                                 | León Querétaro                                       | 12          |
| Clausura 15       | Dorlan Pabón                                                  | Monterrey                                            | 10          |
| Apertura 15       | Mauro Boselli Emanuel Villa                                   | León Querétaro                                       | 13          |
| Clausura 16       | André-Pierre Gignac                                           | UANL Tigres                                          | 13          |
| Apertura 16       | Dayro Moreno Raúl Ruidíaz                                     | Tijuana Morelia                                      | 11          |
| Clausura 17       | Raúl Ruidíaz                                                  | Morelia                                              | 09          |
| Apertura 17       | Mauro Boselli Avilés Hurtado                                  | León Monterrey                                       | 11          |
| Clausura 18       | Djaniny                                                       | Santos Laguna                                        | 14          |
| Apertura 18       | André-Pierre Gignac                                           | UANL Tigres                                          | 14          |
| Clausura 19       | Ángel Mena                                                    | León                                                 | 14          |
| Apertura 19       | Alan Pulido Mauro Quiroga                                     | Guadalajara Necaxa                                   | 12          |
| Clausura 20       | Jonathan Rodríguez                                            | Cruz Azul                                            | 09          |
| Guard1anes 20     | Jonathan Rodríguez                                            | Cruz Azul                                            | 12          |
| Guard1anes 21     | Alexis Canelo                                                 | Deportivo Toluca                                     | 11          |
| Grita Apertura 21 | Germán Berterame Nicolás López                                | Atlético San Luis UANL Tigres                        | 09 09       |
| Grita Clausura 22 | André-Pierre Gignac                                           | UANL Tigres                                          | 11          |
| Apertura 22       | Nicolás Ibáñez                                                | CF Pachuca                                           | 11          |
| Clausura 23       | Henry Martín                                                  | Club América                                         | 14          |
| Apertura 23       | Harold Preciado                                               | Santos Laguna                                        | 12          |
| Clausura 24       | Uriel Antuna Diber Cambindo Salomón Rondón Federico Viñas     | Cruz Azul Necaxa Pachuca León                        | 08 08 08 08 |
| Clausura 25       | Uroš Đurđević Paulinho Raúl Zúñiga                            | Atlas Toluca Tijuana                                 | 12          |

## Die Auf- und Absteiger
Die nachstehende Übersicht enthält die jeweiligen Direktaufsteiger aus der zweiten Liga sowie die Direktabsteiger aus der ersten Liga.
| Saison  | Aufsteiger             | Aufstiegstrainer       | Absteiger                          | Abstiegstrainer                         |
| ------- | ---------------------- | ---------------------- | ---------------------------------- | --------------------------------------- |
| 2018/19 | Atlético San Luis1     | Luis Alfonso Sosa      | CD Veracruz1                       | José Luis González China                |
| 2017/18 | Cafetaleros Tapachula2 | Gabriel Caballero      | Lobos BUAP2                        | Daniel Alcántar                         |
| 2016/17 | Lobos BUAP             | Rafael Puente          | Chiapas FC                         | Sergio Bueno                            |
| 2015/16 | Necaxa                 | Luis Alfonso Sosa      | Dorados de Sinaloa                 | José Guadalupe Cruz                     |
| 2014/15 | Dorados de Sinaloa     | Carlos Bustos          | Leones Negros                      | Luis Alfonso Sosa                       |
| 2013/14 | Leones Negros          | Luis Alfonso Sosa      | CF Atlante                         | Pablo Marini                            |
| 2012/13 | CF La Piedad3          | Cristóbal Ortega       | Querétaro FC4                      | Ignacio Ambríz                          |
| 2011/12 | Club León              | Gustavo Matosas        | Estudiantes Tecos                  | Héctor Hugo Eugui                       |
| 2010/11 | Club Tijuana           | Joaquín del Olmo       | Necaxa                             | Sergio Bueno                            |
| 2009/10 | Necaxa                 | Omar Arellano Nuño     | Indios Juárez                      | Gabino Amparán                          |
| 2008/09 | Querétaro FC           | Héctor Medrano         | Necaxa                             | Raúl Arias                              |
| 2007/08 | Indios Juárez          | Sergio Orduña          | CD Veracruz                        | Miguel Herrera                          |
| 2006/07 | Puebla FC              | José Luis Sánchez      | Querétaro FC                       | Salvador Luis Reyes                     |
| 2005/06 | Querétaro FC           | Salvador Luis Reyes    | Dorados de Sinaloa                 | Juanma Lillo                            |
| 2004/05 | Club San Luis          | Carlos Reinoso         | Puebla FC                          | Roberto Saporiti                        |
| 2003/04 | Dorados de Sinaloa     | Juan Carlos Chávez     | Club San Luis                      | Carlos Reinoso                          |
| 2002/03 | CD Irapuato            | José Luis Saldivar     | Colibries                          | Rodolfo Sotelo Felipe Ocampo            |
| 2001/02 | Club San Luis          | Juan Antonio Luna      | Club León                          | Rafael Chávez Carretero                 |
| 2000/01 | CF La Piedad           | Carlos Bracamontes     | kein Absteiger                     |                                         |
| 1999/00 | CD Irapuato            | Juan Alvarado          | Toros Neza                         | Nelson Sanhueza                         |
| 1998/99 | Unión de Curtidores5   | Carlos Bracamontes     | Puebla FC5                         | Manoel Miluir                           |
| 1997/98 | CF Pachuca             | Andrés Fassi           | CD Veracruz                        | Juan Manuel Álvarez                     |
| 1996/97 | UANL Tigres            | Alberto Guerra         | CF Pachuca                         | Andrés Fassi                            |
| 1995/96 | CF Pachuca             | Rubén Ayala            | UANL Tigres                        | Víctor Manuel Vucetich                  |
| 1994/95 | Atlético Celaya        | Juan Manuel Álvarez    | UAT Correcaminos Tampico-Madero FC | Francisco Medrano Juan de Dios Castillo |
| 1993/94 | Tampico-Madero FC      | José Camacho           | Querétaro FC                       | Carlos de los Cobos                     |
| 1992/93 | Toros Neza             | Jorge Gómez            | CF Pachuca                         | Ignacio Jáuregui                        |
| 1991/92 | CF Pachuca             | Benjamín Fal           | Cobras Juárez                      | Joaquín Mendoza                         |
| 1990/91 | CF Atlante             | Luis Manuel Torres     | CD Irapuato                        | Roberto Puppo                           |
| 1989/90 | Club León              | Víctor Manuel Vucetich | CF Atlante                         | Carlos Rodríguez                        |
| 1988/89 | Potros Neza6           | Víctor Manuel Vucetich | Atlético Potosino                  | Jesús de Anda                           |
| 1987/88 | Cobras Juárez          | Joaquín Mendoza        | UAT Correcaminos                   | Juan Manuel Álvarez                     |
| 1986/87 | UAT Correcaminos       | Diego Malta            | Club León Cobras Querétaro         | Pedro García Barros Rubén Ayala         |
| 1985/86 | Cobras Querétaro       | Jorge Gómez            | kein Absteiger                     |                                         |
| 1984/85 | CD Irapuato            | Diego Malta            | CD Zacatepec                       | Fernando Dávila                         |
| 1983/84 | CD Zacatepec           | José Vela              | Unión de Curtidores                | Juan Manuel Olague                      |
| 1982/83 | Unión de Curtidores    | Alfredo Torres         | CD Zacatepec                       | Pedro Nájera                            |
| 1981/82 | CF Oaxtepec            | Edelmiro Arnauda       | Tampico-Madero FC                  | Basilio Salazar                         |
| 1980/81 | Atlético Morelia       | Diego Malta            | Unión de Curtidores                | Pio Tabaré                              |
| 1979/80 | Atletas Campesinos     | Antonio Carbajal       | CSD Jalisco                        | Guillermo Hernández                     |
| 1978/79 | Atlas Guadalajara      | Alfredo Torres         | CD Veracruz                        | Odilón Mireles                          |
| 1977/78 | CD Zacatepec           | Gustavo Cabañas        | Atlas Guadalajara                  | Claudio Lostanau                        |
| 1976/77 | CF Atlante             | José „Che“ Gómez       | CD Zacatepec                       | Carlos Turcato                          |
| 1975/76 | Club San Luis          | Carlos Miloc           | CF Atlante                         | Carlos Iturralde Dagoberto Moll         |
| 1974/75 | UAG Tecos              | Everardo Villaseñor    | Ciudad Madero                      | José Robles                             |
| 1973/74 | U.A.N.L.               | José „Che“ Gómez       | Club San Luis                      | Arturo Mendoza                          |
| 1972/73 | Ciudad Madero          | Grimaldo González      | CF Pachuca                         | Jesús del Muro                          |
| 1971/72 | Atlas Guadalajara      | Alfredo Torres         | CD Irapuato                        | Mario Rey                               |
| 1970/71 | Club San Luis          | Salvador Reyes         | Atlas Guadalajara                  | Árpád Fekete                            |
| 1969/70 | CD Zacatepec           | Ernesto Candia         | kein Absteiger                     |                                         |
| 1968/69 | CF Torreón             | Grimaldo González      | CF Nuevo León                      | Francisco Rodríguez Alberto Etcheverry  |
| 1967/68 | CF Laguna              | Juan Ángel Pérez       | Atlético Morelia                   | Alfredo Herrera                         |
| 1966/67 | CF Pachuca             | Ernesto Candia         | Ciudad Madero                      | Nicola Gravina                          |
| 1965/66 | CF Nuevo León          | Augusto Arrasco        | CD Zacatepec                       | Francisco Hernández                     |
| 1964/65 | Ciudad Madero          | Ernesto Candia         | CD Nacional                        | Humberto Buchelli                       |
| 1963/64 | CD Cruz Azul7          | Jorge Marik            | kein Absteiger                     |                                         |
| 1962/63 | CD Zacatepec           | Fernando García        | CD Tampico                         | Ernesto Candia                          |
| 1961/62 | UNAM Pumas             | Octavio Vial           | CD Zacatepec                       | Donato Alonso                           |
| 1960/61 | CD Nacional            | Javier Novello         | Celaya FC                          | Gabriel Uñate                           |
| 1959/60 | CF Monterrey           | Diego Mercado          | CD Zamora                          | Carlos Seville                          |
| 1958/59 | CD Tampico             | Béla Kállói            | CD Cuautla                         | Donato Alonso                           |
| 1957/58 | Celaya FC              | Florencio Caffaratti   | CD Tampico                         | Grimaldo González                       |
| 1956/57 | CD Zamora              | Raúl Leguizamón        | CF Monterrey                       | Manuel Pando                            |
| 1955/56 | CF Monterrey           | Manuel Pando           | CD Zamora                          | Enríque Álvarez                         |
| 1954/55 | Atlas Guadalajara8     | Felipe Zetter          | CD Marte9                          | Servando Vargas                         |
| 1953/54 | CD Irapuato            | Felipe Castañeda       | Atlas Guadalajara                  | Eduardo Valdatti                        |
| 1952/53 | CD Toluca              | Tomàs Fàbregas         | CF La Piedad                       | Antonio Álvarez Servando Vargas         |
| 1951/52 | CF La Piedad           | José Moncebáez         | CD Veracruz                        | Jorge Cocellato                         |
| 1950/51 | CD Zacatepec           | Ignacio Trelles        | San Sebastián                      | Marcos Aurelio                          |

Einzelnachweise und Anmerkungen
Die Auf- und Absteiger sind in der Datenbank der RSSSF nachzulesen. Die Namen der dort nicht aufgeführten Trainer finden sich unter folgenden Weblinks:
- Die Aufsteiger und ihre Trainer (Memento vom 17. Februar 2009 im Internet Archive)
- Die Absteiger und ihre Trainer

1 Der CD Veracruz entgeht dem Abstieg, weil die Lobos BUAP ihre Erstliga-Lizenz an den FC Juárez veräußern, der sie in der höchsten Spielklasse ersetzt. Weil gleichzeitig Atlético San Luis seinen sportlich erzielten Aufstieg wahrnimmt, wird die Liga in der Saison 2019/20 um eine Mannschaft erweitert.

2 Als nichtzertifiziertes Team durften die Cafetaleros den Aufstieg nicht wahrnehmen und durch eine Zahlung von 6 Millionen US-Dollar erkauften sich die sportlich abgestiegenen Lobos BUAP die weitere Zugehörigkeit zur ersten Liga. (vgl. Saisonbericht 2017/18 bei RSSSF)

3 La Piedad nahm den Aufstieg nicht wahr, sondern verkaufte seine Lizenz an den CD Veracruz.

4 Querétaro entging dem Abstieg durch Lizenzerwerb und am Ende verließ der San Luis FC die Liga.

5 Unión de Curtidores durfte seinen Aufstieg nicht wahrnehmen, da seine Lizenz veräußert wurde. Nach der Saison 1998/99 wurde die Erstligalizenz seines Stadtrivalen Club León an den eigentlichen Absteiger Puebla FC veräußert, der sich somit in der Liga halten konnte, und die Spieler des Club León an Unión de Curtidores übertragen. Diese Entscheidung führte zu massiven Fanprotesten auf Seiten des Club León. Um die Lage zu beruhigen, wurde von den sportlich Verantwortlichen die Entscheidung getroffen, den Club León weiter in der ersten Liga spielen zu lassen und Unión de Curtidores aus derselben zurückzuziehen. (vgl. Saisonbericht 1998/99 bei RSSSF)

6 Potros Neza nahm den Aufstieg nicht wahr, sondern verkaufte seine Lizenz an den CD Veracruz.

7 Am Ende der Saison 1963/64 gab es – zur Aufstockung der ersten Liga in der Saison 1964/65 – ein zusätzliches Aufstiegsturnier, in dem der CD Veracruz (unter der Leitung des  Trainers Mariano Uceda) sich ebenfalls einen Platz im Fußball-Oberhaus sichern konnte.

8 Am Ende der Saison 1954/55 gab es – zur Aufstockung der ersten Liga in der Saison 1955/56 – ein zusätzliches Aufstiegsturnier, in dem mit dem CD Cuautla (unter dem  Trainer Santiago „Piola“ Mendoza) und dem CD Zamora (unter dem  Trainer Enrique Álvarez Vega) 2 weiteren Zweitligisten der Aufstieg gelang.

9 Aufgrund der Aufstockung der ersten Liga zur Saison 1955/56 gab es keinen Direktabsteiger, sondern eine zusätzliche Aufstiegs- bzw. Relegationsrunde, die der CD Marte – der als Tabellenletzter der Erstliga-Saison 1954/55 im Normalfall direkt abgestiegen wäre – auf dem letzten Platz abschloss und somit auch seine „zweite Chance“ nicht nutzen konnte.

## Zuschauerzahlen
In der Apertura 2018 betrug die durchschnittliche Zuschauerzahl 22.896 Personen pro Spiel, womit die Liga MX zu den zuschauerstärksten Fußballligen der Welt gehört. Den höchsten durchschnittlichen Zuschauerschnitt wiesen UANL Tigres (40.995) und CD Cruz Azul (35.999) auf.
| Saison                 | Schnitt | Spiele | Gesamt    |
| ---------------------- | ------- | ------ | --------- |
| Clausura 2016          | 27.800  | 153    | 4.253.406 |
| Clausura 2016 Playoffs | 37.216  | 014    | 0521.022  |
| Apertura 2016          | 26.590  | 153    | 4.068.308 |
| Apertura 2016 Playoffs | 37.971  | 014    | 0531.597  |
| Clausura 2017          | 27.832  | 153    | 4.258.250 |
| Clausura 2017 Playoffs | 36.161  | 014    | 0506.248  |
| Apertura 2017          | 23.521  | 153    | 3.598.728 |
| Apertura 2017 Playoffs | 35.640  | 014    | 0498.956  |
| Clausura 2018          | 25.183  | 153    | 3.852.988 |
| Clausura 2018 Playoffs | 31.277  | 014    | 0437.877  |
| Apertura 2018          | 22.896  | 153    | 3.503.121 |
| Apertura 2018 Playoffs | 41.226  | 014    | 0577.166  |
| Clausura 2019          | 22.679  | 153    | 3.469.831 |
| Clausura 2019 Playoffs | 31.275  | 014    | 0437.856  |
| Apertura 2019          | 22.795  | 171    | 3.897.906 |
| Apertura 2019 Playoffs | 37.471  | 014    | 0524.587  |
| Clausura 2020          | 21.931  | 090    | 1.973.767 |
| Clausura 2021          | 01.234  | 153    | 0188.741  |
| Clausura 2021 Playoffs | 06.095  | 018    | 0109.715  |
| Apertura 2021          | 10.827  | 153    | 1.656.487 |
| Apertura 2021 Playoffs | 30.928  | 018    | 0556.707  |
| Clausura 2022          | 16.370  | 152    | 2.488.271 |
| Clausura 2022 Playoffs | 33.132  | 018    | 0596.379  |
| Apertura 2022          | 19.304  | 153    | 2.953.573 |
| Apertura 2022 Playoffs | 32.623  | 018    | 0587.216  |
| Clausura 2023          | 22.562  | 152    | 3.429.355 |
| Clausura 2023 Playoffs | 36.885  | 018    | 0663.932  |
| Apertura 2023          | 20.760  | 153    | 3.176.317 |
| Apertura 2023 Playoffs | 36.675  | 017    | 0623.482  |
| Clausura 2024          | 23.027  | 153    | 3.523.062 |
| Clausura 2024 Playoffs | 37.480  | 017    | 0637.159  |